# Clare Hollingworth
Clare Hollingworth (Leicester, 10 de octubre de 1911-Hong Kong, 10 de enero de 2017) fue una periodista y corresponsal de guerra británica.
En 1939, mientras viajaba de Polonia a Alemania, reportó para The Daily Telegraph el acantonamiento del ejército de la Alemania nazi en la frontera con Polonia. Tres días después fue la primera periodista en reportar la invasión alemana de Polonia y el inicio de la Segunda Guerra Mundial.

## Biografía

### Primeros años
Nació el 10 de octubre de 1911 en Knighton, un suburbio del sur de Leicester, Inglaterra, hija de Daisy y Albert Hollingworth. Mostró un interés temprano en convertirse en escritora, pese a la oposición de su madre, y su interés en las guerras fue estimulado por visitas a sitios históricos de campos de batalla en Reino Unido y Francia con su padre. Comenzó a escribir artículos de forma independiente para el periódico New Statesman.
Después de la invasión alemana de Checoslovaquia en 1938, fue a Varsovia, trabajando con los refugiados checos. Entre marzo y julio de 1939 ayudó a rescatar a miles de personas mediante la organización de visados británicos. La experiencia también la llevó a ser contratada por Arthur Wilson, el editor de The Daily Telegraph, en agosto de 1939.

### Segunda Guerra Mundial
Había estado trabajando como periodista de Telegraph por menos de una semana cuando fue enviada a Polonia para informar sobre el empeoramiento de las tensiones en Europa. Persuadió al cónsul general británico en Katowice, John Anthony Thwaites, que le prestara su coche con chófer para una misión de investigación en Alemania. Mientras conducía a lo largo de la frontera germano-polaca el 28 de agosto, Hollingworth observó una acumulación masiva de tropas alemanas, tanques y vehículos blindados frente a Polonia. Al día siguiente, su informe fue el artículo principal de la primera página del Daily Telegraph.
El 1 de septiembre, llamó a la embajada británica en Varsovia para informar de la invasión alemana de Polonia. Para convencer a los diplomáticos funcionarios dudosos, sostuvo el teléfono fuera de la ventana de su cuarto para capturar los sonidos de las fuerzas alemanas. El testimonio de Hollingworth fue el primer informe que el Ministerio de Relaciones Exteriores británico recibió sobre la invasión de Polonia.
Continuó informando sobre la situación en Polonia, y en 1940, cuando trabajaba para el Daily Express, fue a Bucarest, donde informó sobre la abdicación forzada del rey Carlos II de Rumanía y los disturbios subsiguientes. En 1941 fue a Egipto, y posteriormente informó desde Turquía y Grecia. Sus esfuerzos se vieron obstaculizados por el hecho de que las mujeres corresponsales de guerra no recibieron acreditación formal. Después de que el mariscal de campo Bernard Montgomery tomó Trípoli en 1943, se le ordenó regresar a El Cairo. Deseando permanecer en las líneas del frente, cubrió sobre las fuerzas del general Dwight D. Eisenhower en Argel, escribiendo para el Chicago Daily News. Posteriormente informó desde Palestina, Irak y Persia. Durante este tiempo se convirtió en la primera en entrevistar a Mohammad Reza Pahlavi, Sha de Irán.

### Vida posterior
En las décadas siguientes de la posguerra, cubrió conflictos en Palestina, Argelia, China, Adén y Vietnam, trabajando para The Economist, The Observer, The Guardian y Telegraph.
A principios de 1963, todavía trabajando para The Guardian, estaba en Beirut y comenzó a investigar a Kim Philby, un corresponsal de Observer, descubriendo que él había partido para Odesa en un barco soviético. El editor de The Guardian, Alastair Hetherington, por temor a acciones legales, retuvo la historia de la deserción de Philby durante tres meses, antes de publicar su informe detallado el 27 de abril de 1963. Su deserción fue confirmada posteriormente por el gobierno. Fue nombrada corresponsal de defensa del Guardian en 1963, siendo la primera mujer en el papel.
En 1973, se convirtió en la corresponsal de Telegraph en China, la primera desde la formación de la República Popular China en 1949. Allí conoció a Zhou Enlai y a Jiang Qing, esposa de Mao Zedong. En 1981 se retiró y se estableció en Hong Kong, donde falleció el 10 de enero de 2017 a la edad de 105 años.

## Condecoraciones
En 1962 fue nombrada como la «mujer periodista del año» de los Premios Hannen Swaffer por su informe de la guerra civil en Argelia. Ganó el premio de James Cameron de periodismo en 1994. En 1999, recibió un premio del programa de televisión de la BBC What the Papers Say. En 1982, fue nombrada Oficial de la Orden del Imperio Británico por sus servicios al periodismo.

## Obras
- The Three Weeks' War in Poland (1940), Duckworth. ASIN B000XFSXEM
- There's a German Just Behind Me (1945), Right Book Club. ASIN B0007J5R3Y
- The Arabs and the West (1952), Methuen. ASIN B00692G566
- Mao and the Men Against Him (1984), Jonathan Cape. ISBN 9780224017602
- Front Line (memoirs) (1990), Jonathan Cape. ISBN 9780224028271